# Saint-Apollinaire, Côte-d'Or
Saint-Apollinaire är en kommun i departementet Côte-d'Or i regionen Bourgogne-Franche-Comté i östra Frankrike. Kommunen ligger i kantonen Dijon 1er Canton som tillhör arrondissementet Dijon. År 2022 hade Saint-Apollinaire 7 517 invånare.

## Befolkningsutveckling
Antalet invånare i kommunen Saint-Apollinaire
Referens:INSEE